# Li Bai
Li Bai, noto in Occidente anche come Li Po (李白S, Lǐ BáiP; Suyab, 19 maggio 701 – Contea di Dangtu, 30 novembre 762), è stato un poeta cinese, considerato tra i massimi della Dinastia Tang (assieme a Du Fu e Bai Juyi) e dell'intera letteratura cinese.
Il nome "Li Po" deriva dalla trascrizione della pronuncia cinese "Li Bo" (in pinyin: Lǐ Bó), una speciale pronuncia dei caratteri 李白 impiegata fin dall'VIII secolo d.C. da poeti e letterati cinesi per riferirsi al poeta con un termine onorifico che rendesse omaggio e riconoscimento alla sua grandezza e importanza. Essa era ancora presente negli ambienti colti cinesi nel XIX secolo, l'epoca delle prime traduzioni di poesie cinesi nelle lingue europee. Per questo motivo la prima trascrizione in lingua occidentale del nome del poeta fu "Li Po". Nella Cina contemporanea la pronuncia "Li Bo" è una variante ormai desueta, in favore dalla comune "Li Bai".
Viene chiamato anche l'immortale caduto e l'immortale poeta, (dove per immortale - xiān, 仙 - si intende eremita taoista di eccezionale longevità). Di lui rimangono circa 1.100 poesie, alcune delle quali di incerta attribuzione. Fra queste, 34 sono state inserite nell'antologia Trecento poesie Tang, stilata nel 1763 da Sun Zhu.
Una delle prime traduzioni delle sue opere venne pubblicata in Europa nel 1862. Si tratta dell'antologia francese Poésies de l'époque des Thang (VIIe, VIIIe et IXe siècles de notre ère) a opera del marchese Léon d'Hervey de Saint-Denys, in seguito tradotta anche in tedesco e in inglese.
Li Bai è divenuto celebre tanto per la carica suggestiva e l'originalità delle sue immagini, da cui fa capolino un'indole contemplativa in cui si possono riconoscere influenze taoiste, quanto per la sua capacità di mantenere i propri versi all'interno delle regole formali della poesia cinese. La sua capacità di conciliare carica espressiva, immaginazione e instancabile ricerca dell'equilibrio compositivo ne ha reso un modello per letterati e poeti dei secoli successivi, e una figura cardine nella storia delle letteratura e poesia cinese.
Tra le tematiche di maggior peso nelle poesie di Li Bai vanno annoverate l'importanza dell'amicizia, l'esperienza della solitudine e il distacco dalla mondanità, la consapevolezza del trascorrere del tempo e il piacere che si può ricavare dalla semplice contemplazione della natura. Li Bai trascorse gran parte della sua vita viaggiando, e la tradizione lo ricorda come un forte bevitore: all'ebbrezza dedicò alcuni componimenti divenuti famosi, e la leggenda narra che sia morto annegato nel fiume Chang Jiang dopo essere caduto dalla barca mentre ubriaco tentava di afferrare la luna riflessa nelle acque. Li Bai è raffigurato nel Wu Shuang Pu di Jin Guliang (無雙譜, Tavola degli eroi incomparabili).

## Biografia
Li Po, figlio di un ricco mercante di possibile origine cinese, nacque forse a Suiye (碎叶), vicino alla moderna Tokmak, in Kirghizistan. Cento anni prima un suo antenato era stato bandito dalla Cina in una imprecisata località dell'Asia centrale. Questi sarebbe stato un discendente del duca Li Gao (morto nel 417) le cui terre si trovavano nell'odierno Gansu. A sua volta Li Gao si dichiarava discendente del generale Li Guang (morto nel 125), famoso per le sconfitte che inflisse alle tribù di Xiongnu/Unni. Infine, quanti portano il cognome Li, si ritengono essere discendenti di Li Er, meglio conosciuto come il filosofo Laozi. Li, in epoca Tang (唐), era però un tipico cognome dei turchi sinizzati e, data l'origine geografica della sua nascita e la sua stessa dichiarazione d'essere in grado di comporre versi in un'altra lingua, questa rimane forse l'origine più probabile; la stessa, d'altro canto, della famiglia imperiale allora regnante.
Li Po, all'età di cinque anni, si trasferì con la famiglia a Jiangyou ((江油; Pinyin: Jiāngyóu)), vicino all'attuale Chengdu nella provincia del Sichuan.
Nonostante fosse ritenuto un genio poetico, oltre che un raffinato calligrafo, pittore e musicista, si rifiutò di sostenere gli esami imperiali di ispirazione confuciana che avrebbero potuto garantirgli una posizione nell'amministrazione dell'impero. Probabilmente l'influenza del pensiero taoista, volto a fuggire il comando e le responsabilità sociali esaltando di contro l'impulsività e la pienezza della vita, gli fornì le basi ideologiche di questa scelta. La sua simpateticità col taoismo traspare nella sua indignazione contro le guerre e nella sua comprensione per gli umili e per le donne.
Dall'età di 25 anni cominciò a viaggiare e a diffondere la sua fama. Verso il 742 fu introdotto alla corte imperiale e fu apprezzato dall'imperatore Xuan Zong (玄宗) tanto da poter diventare membro dell'Accademia Hanlin (翰林). Per motivi sconosciuti questa posizione a corte fu mantenuta solo per meno di due anni. Riprese a viaggiare e fu in questo periodo che conobbe nel 744 e poi nel 745 il poeta Du Fu. Da questi incontri nacquero dodici poesie di Du Fu e una di Li Po.
Con l'esplodere della Ribellione di An Lushan Li Po fu coinvolto nel tradimento del fratello dell'imperatore che appoggiò le truppe che si erano rivoltate contro l'autorità imperiale. Il fallimento e la sconfitta delle forze ribelli provocarono il suo esilio temporaneo a Yelang.
Li Po morì a Dangtu (当涂; Pinyin: Dǎngtú) nella provincia del Anhui nel 762 . Varie sono le versioni della sua fine: a casa del copista delle sue opere Li Yangbing, o intossicato dal mercurio di preparati alchemici taoisti, oppure per cirrosi epatica, o ancora per annegamento dopo essere caduto da una barca nel tentativo di abbracciare il riflesso della Luna. Quest'ultima leggenda è particolarmente famosa all'interno della tradizione cinese, che riporta come egli, poche settimane prima di perire, avesse scritto la celebre poesia “Bevendo da solo, sotto la luna”.

## Metrica
Il genere poetico in voga ai tempi di Li Po, fin dall'inizio della dinastia Tang, era detto stile moderno (jin ti, 近體) che includeva poesie di versi regolati (lü shi, 律詩), otto versi tutti di cinque o di sette sillabe.

La lunghezza poteva anche essere di multipli di otto versi, in questo caso la composizione apparteneva al genere pai lü (排律), versi in fila.
Oltre alla rima si dovevano bilanciare i toni fonetici delle sillabe, calcolati come tono piano (ping), se il fonema aveva il primo o secondo tono, e tono flesso (ze) se aveva il terzo o quarto tono. L'alternarsi di toni ping e ze era fissato in una serie di parametri standard. I quattro versi centrali, infine, dovevano essere paralleli come struttura sintattica, mentre il significato poteva essere parallelo o antitetico.
Il verso monco (jue ju, 絕句) era una composizione dimezzata rispetto ai versi regolati (lü shi, 律詩): quattro versi di cinque sillabe ciascuno. Di questo genere ci rimangono circa 160 composizioni di Li Po. Ed è da questo stile che in Giappone in seguito si sviluppò l'haiku (俳句).
Oltre a questi tipi metrici, tutti collettivamente noti come stile moderno (jin ti, 近體), si andò sviluppando uno stile antico (gu feng, 古风) che sarebbe arrivato alla maturità solo alla fine della dinastia Tang.
Li Po fu un appassionato precursore dello stile antico, detto così perché si rifaceva al genere yue fu (乐府) di epoca Han. Il nome deriva dal Ministero della musica della dinastia Han che aveva lo scopo di raccogliere le canzoni contadine e le ballate popolari: col tempo le melodie si erano perse ma era rimasti i testi. Gli yue fu di epoca Tang possedevano versi di cinque o sette sillabe, privi di vincoli tonali, con i versi dispari che rimavano tra loro (ma la cui rima poteva cambiare nel corso della poesia). Erano basati su linee melodiche centro asiatiche (sogdiane, persiane, turche e mongole) di cui si conoscono più di 800 titoli per altrettante melodie. La lunghezza della poesia era indeterminata.
Li Po fu catturato da questo genere poetico in cui riuscì a esprimere al meglio i suoi sentimenti di spontaneismo taoista, libertà e comunione con la natura.
Le occasioni poetiche erano basate su momenti di vita quotidiana: saluti per la partenza di un amico, una bevuta alla luce lunare, momenti di solitudine in luoghi sperduti, nostalgia del luogo natale, visite a monaci eremiti (visite che in genere mancano lo scopo non trovando l'eremita nel suo eremo).

## Poetica

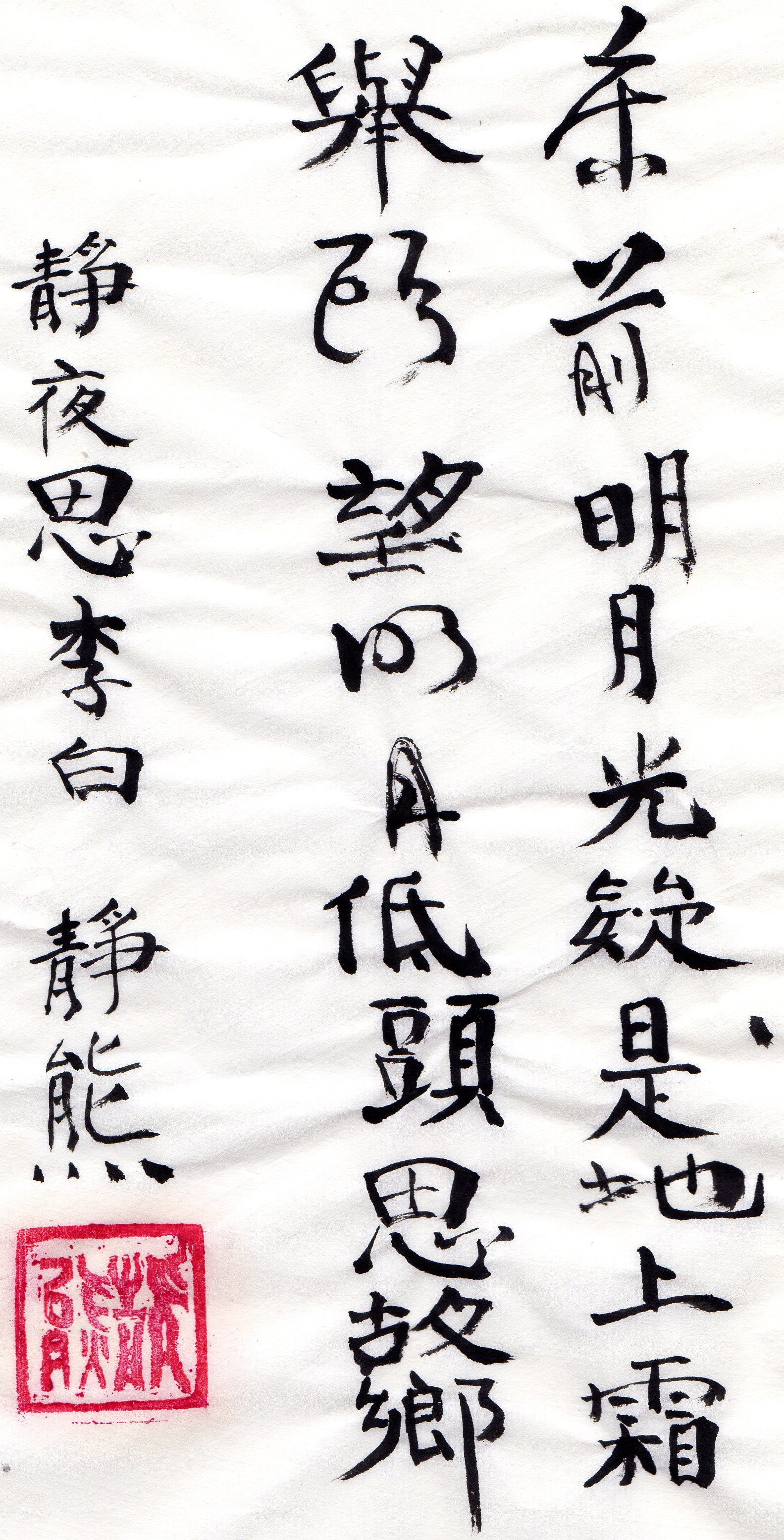
Pensieri in una notte quieta (moderna copia scolastica)

Una famosissima poesia mostra chiaramente la sua arte: la lingua è semplicissima, aborre ogni forma d'erudizione, la scelta cade sempre su termini di uso comune, cattura un momento, una sensazione particolare, riuscendo però a farne una categoria dell'anima, adatta a molte situazioni, in cui ci si possa facilmente rispecchiare:
Pensieri in una notte quieta
Dinanzi al letto un luminoso raggio lunare

sulla terra sembra essere brina brillare.

Si solleva il capo guardando la luminosa luna,

si china il capo pensando al paese natale.
床前明月光, Chuáng qián míng yuè guāng

疑是地上霜, Yí shì dì shàng shuāng

舉頭望明月, Jǔ tóu wàng míng yuè

低頭思故鄉, Dī tóu sī gù xiāng
Un altro esempio di poesia basata sulla descrizione dell'ambiente circostante e della natura, ma la cui presenza è rivolta all'immedesimazione taoista con l'universo, anziché all'evocazione nostalgica di un lontano altrove, è la seguente (scoperta secoli dopo incisa su una trave di un remoto monastero buddhista nella provincia del Hubei):
Incisione su un monastero montano
Bivacco notturno al monastero sui monti

Allungo la mano, afferro le costellazioni

Non oso parlare ad alta voce

Ho paura di svegliare chi sta sopra il cielo.
Sebbene Li Po prediligesse comporre poesie nella metrica dello stile antico, tuttavia tra i suoi lavori si incontrano pezzi totalmente innovativi, che potrebbero essere classificati tra i primi cí (辭), poesie dalla metrica irregolare adattata a musiche di provenienza centro-asiatica, che sarebbero divenute la forma poetica dominante dal X al XIII secolo.
Ad esempio la seguente poesia ha i primi due versi di tre caratteri, i secondi due di cinque e i restanti di sette, da cui il nome dell'opera:
Tre cinque sette parole
Leggero vento autunnale

Lucente luna d'autunno

Le foglie cadute si ammonticchiano e poi vanno distanti

Il corvo si accoccola e poi si agita

E quando ti penso vorrei conoscere il giorno in cui potrò rivederti

In questo momento, in questa notte, difficili sono i sentimenti
Inverno
Anche quel muro vecchio

anche quel magro cane

anche il gelo nel secchio

gode il sol, stamane.
月下獨酌 Sotto la luna, un festino solitario
花間一壺酒，獨酌無相親。

Seduto lì tra i fiori, con la brocca di vino -,

festino solitario, privo di amici intimi -,

舉杯遊明月，對影成三人。

elevo il mio boccale e invito il chiar di luna.

Insieme all'ombra, poi, saremo in tre,

月既不解飲，影徒隨我身。

giacché la luna non si negherà al bere.

E mentre l'ombra seguirà il mio corpo,

暫將月陪影，行樂須及春。

intanto, al fianco suo, io scorterò la luna.

La via della gaiezza termina a primavera;

我歌月徘徊，我舞影零亂。

mentre la luna ondeggia, al mio canto, qua e là.

Ed ha un sussulto l'ombra, fremendo, alla mia danza.

醒時向交歡，醉後各分散。

Da sobri, noi viviamo di una gioia comune;

quando poi, nell'ebbrezza, ciascuno si disperde.

永結無情遊，相期邈雲漢。

Noi tre, per sempre uniti, vagando senza affetti,

infine, in lontananza, saremo alla Via Lattea.
(trad. di Leonardo Arena, in: Poesia cinese dell'epoca T'ang, cit., p. 52).

## Influenze in Occidente
Gustav Mahler si ispirò a quattro scritti di Li Po per il suo Das Lied von der Erde. tratti dall'antologia tedesca Die chinesische Flöte che Hans Begthe, tradusse dalla traduzione francese.
Nel mondo anglosassone molta fama venne a Li Po grazie all'antologia Cathay di Ezra Pound, che si improvvisò traduttore dal cinese classico. In realtà le opere tradotte già esistevano in lingue europee ma Pound, attratto dalle teorie di Ernest Fenollosa, ritenne si dovessero tradurre facendo in modo che di ogni logogramma si esprimessero anche i pittogrammi in essi contenuti (nel radicale o nella parte fonetica), anche se il carattere era puramente fonetico o elemento unicamente grammaticale. Questo modo di procedere potrebbe essere paragonato a una traduzione da una lingua in caratteri latini in cui a ogni lettera dell'alfabeto fosse dato il suo originario valore semantico e pittografico (ad esempio: la testa di bue per la lettera A).

Ovviamente, questo conduceva a notevoli slittamenti di senso e a una confusione non gestibile se non tagliando e saltando senza criterio i caratteri che non riuscivano a rientrare nel gioco della "traduzione".

Se la sinologia non accettò questo metodo di comprensione e traduzione del testo, tuttavia il mondo poetico molto apprezzò il pastiche culturale creato da Pound.
Nel romanzo breve di Hermann Hesse L'ultima estate di Klingsor, il protagonista ama presentare sé stesso come un alter ego del poeta cinese.

La figura di Li Po è citata nel romanzo Ehi Prof! di Frank McCourt, durante il dialogo tra il protagonista e la studentessa di origine cinese Nancy Chu.
Il poeta e scrittore americano Charles Bukowski ha narrato in alcuni suoi racconti di quanto ammirasse Li Po, specie per quanto riguarda i numerosi racconti riguardo alla sua abitudine all'ebbrezza, oltre che di come fosse solito scrivere poesie per poi "liberarle" gettandole nel fiume o gettandole nel fuoco.

## Traduzioni

### In lingua italiana
- Martin Benedikter, Le trecento poesie T'ang, Einaudi, 1961, ISBN 978-88-06-08441-7.
- Francois Cheng, La Poesia T'ang, Napoli, Guida, 1987, ISBN 978-88-7042-743-1
- Vilma Costantini, Coppe di giada, antologia della poesia cinese classica, Li Po, Tu Fu, Po Chu-i, Torino, Utet, 1985
- AA VV, Poesia cinese dell'epoca T'ang, Rizzoli, 1998, ISBN 978-88-17-17231-8

### In lingua inglese
- Arthur Cooper, Li Po and Tu Fu, Harmondworth, Penguin, 1973
- Obata Shigeyoshi, The Works of Li Po, The Chinese Poet, New York, Dutton, 1922